# Sphingopus
Genre

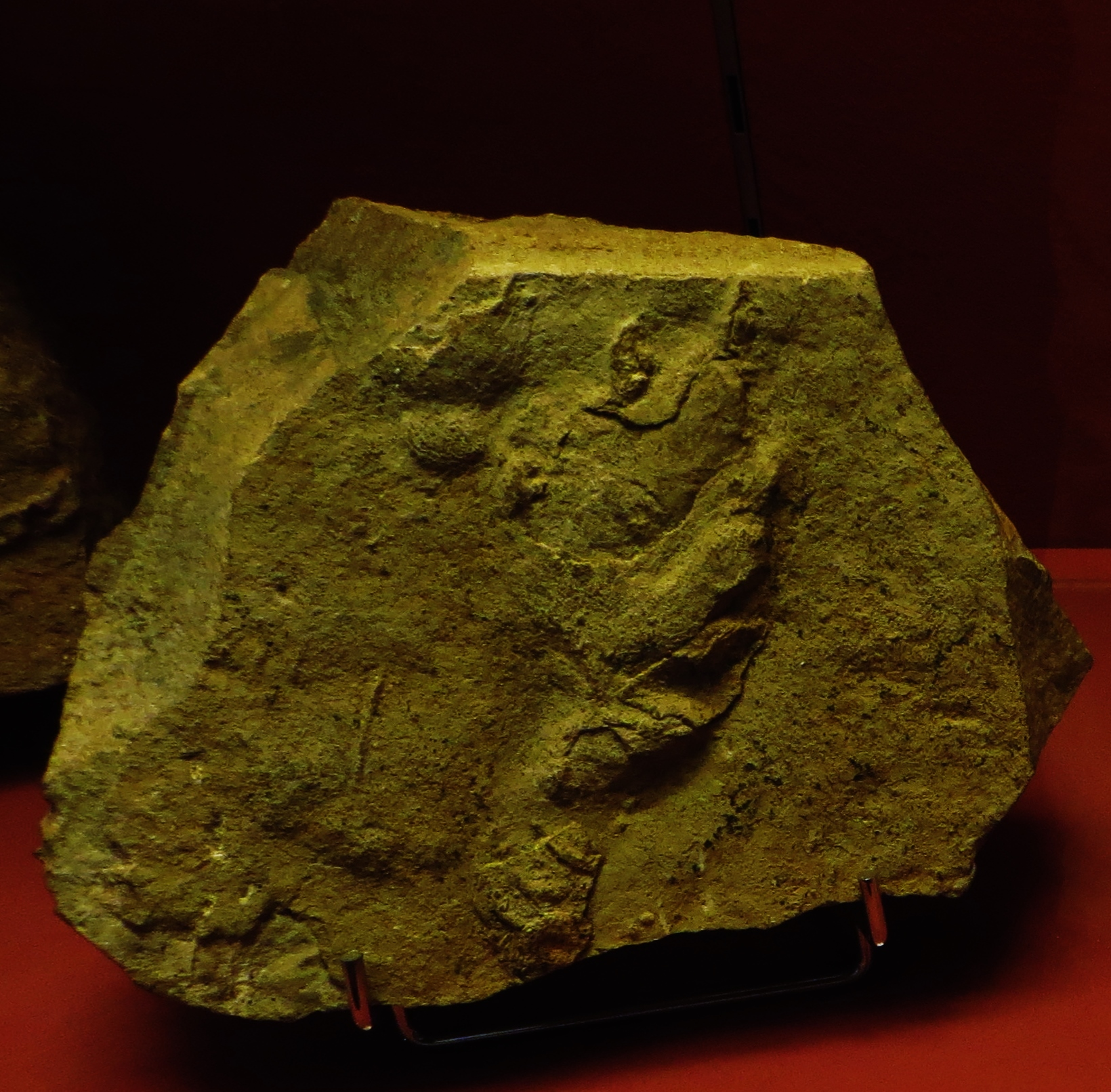
Sphingopus ferox

Sphingopus est un ichnotaxon de dinosauriformes dont les traces de pas ont été découvertes dans des sédiments datés du Trias entre 250 à 228 Millions d'années,. L'espèce exacte ayant créé les traces de Sphingopus n'a pas encore été identifiée.

## Spécimens
Le type de traces de pas nommé Sphingopus a été identifié en deux lieux. Les fossiles datant de 228–245 millions d'années ont été recouverts par ce qui semble avoir été un lagon dans la formation des Grès d'Antully en Saône-et-Loire, France,,,. Plus récemment, des traces plus anciennes attribuées à ce type, datant d'il y a 246 à 250 millions d'années, ont été découvertes dans les Monts Sainte-Croix en Pologne.